# Вітторе Гісланді
Вітторе Джузеппе Гісланді (італ. Vittore Giuseppe Ghislandi на прізвисько фра Гальгаріо (італ. fra Galgario), 1655, Сан Леонардо — 1743, Бергамо) — видатний італійський художник-колорист доби бароко і рококо, здебільшого портретист. Працював в містах Мілан, Венеція, Болонья, Бергамо.

## Біографія
Походить із родини провінційного художника в Бергамо Доменіко Гісланді, мати — Фламінія Мансуєті . 
Перші художні навички отримав від батька. Вдячний син напише портрет батька у 1688 році,намалювавши зверху і герб родини.

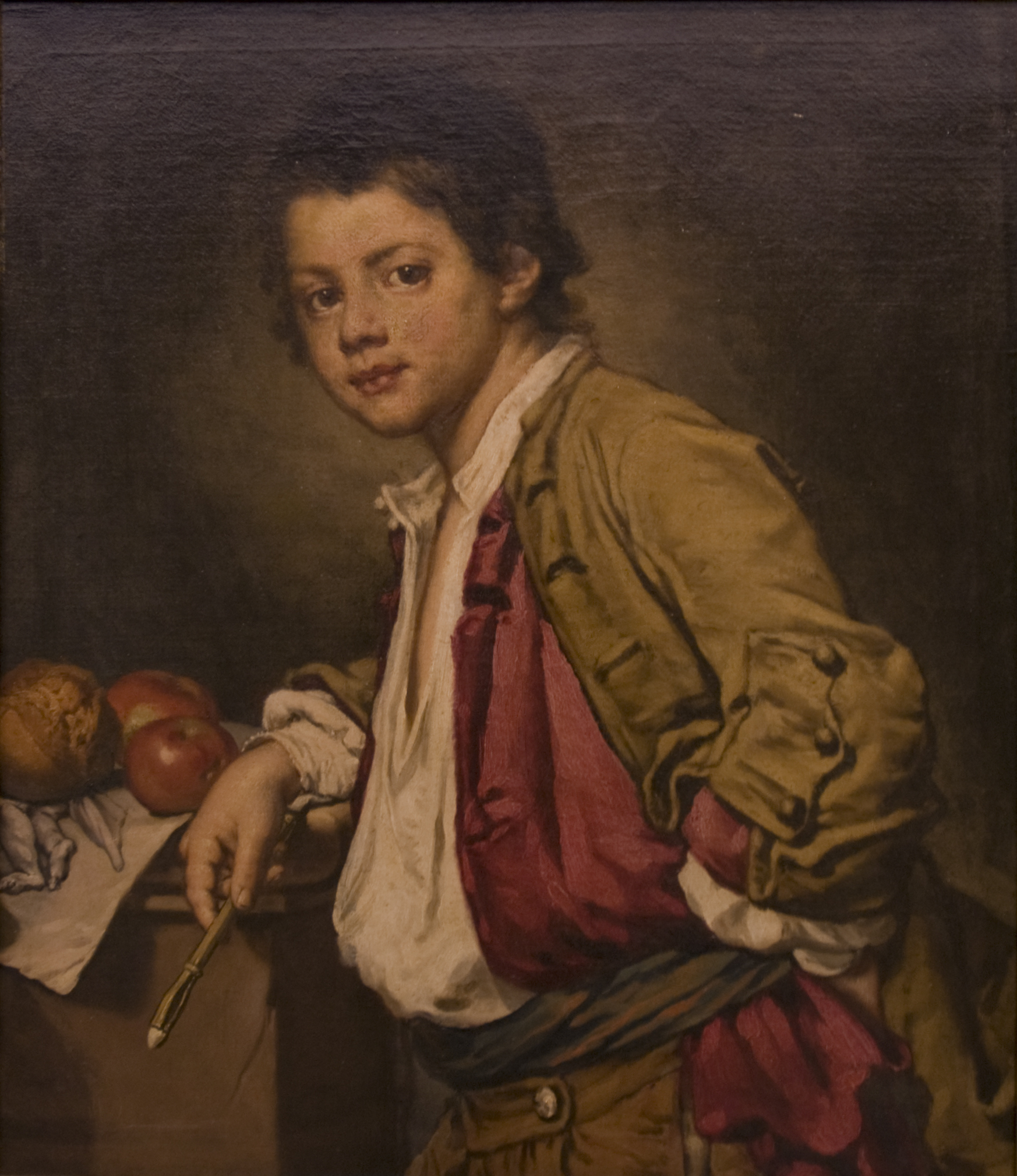
Юний художник, Академія Каррара, Бергамо

Навчання продовжив у Дж. Котта і Б. Бьянкіні. Після переїзду до Венеції навчався у С. Бомбеллі ,а також самотужки, аналізуючи картини Тиціана Вечелліо, Якопо Тінторетто, Паоло Веронезе ,Джованні Белліні, Вітторе Карпаччо. Якийсь вплив на нього мали  й майстри провінційного бароко і Рембрандт, хоча невідомо, де бачив він його твори. 

## Духовна кар'єра
Ще в роки перебування в Венеції обрав духовну кар'єру. 1702 року став ченчем ордену мінімів, близьких до францисканців. Але художнє ремесло не покинув. Виконував портрети на замову та деякі самостійні композиції, наближені до портретів із побутовими ситуаціями. 
Деякий час працював у Болоньї, де познайомився з художником Джузеппе Марія Креспі. 1717 року був обраний членом Академії Клементина в Болоньї.
Останні роки життя перебував у монастирі Гальгаріо, що в Бергамо. Від назви монастиря походить також італійське прізвисько художника.
Історіограф Франческо Марія Тассі написав біографії майстрів Бергамо. Там знайдено і декілька рядків про Гісланді.

## Вибрані твори

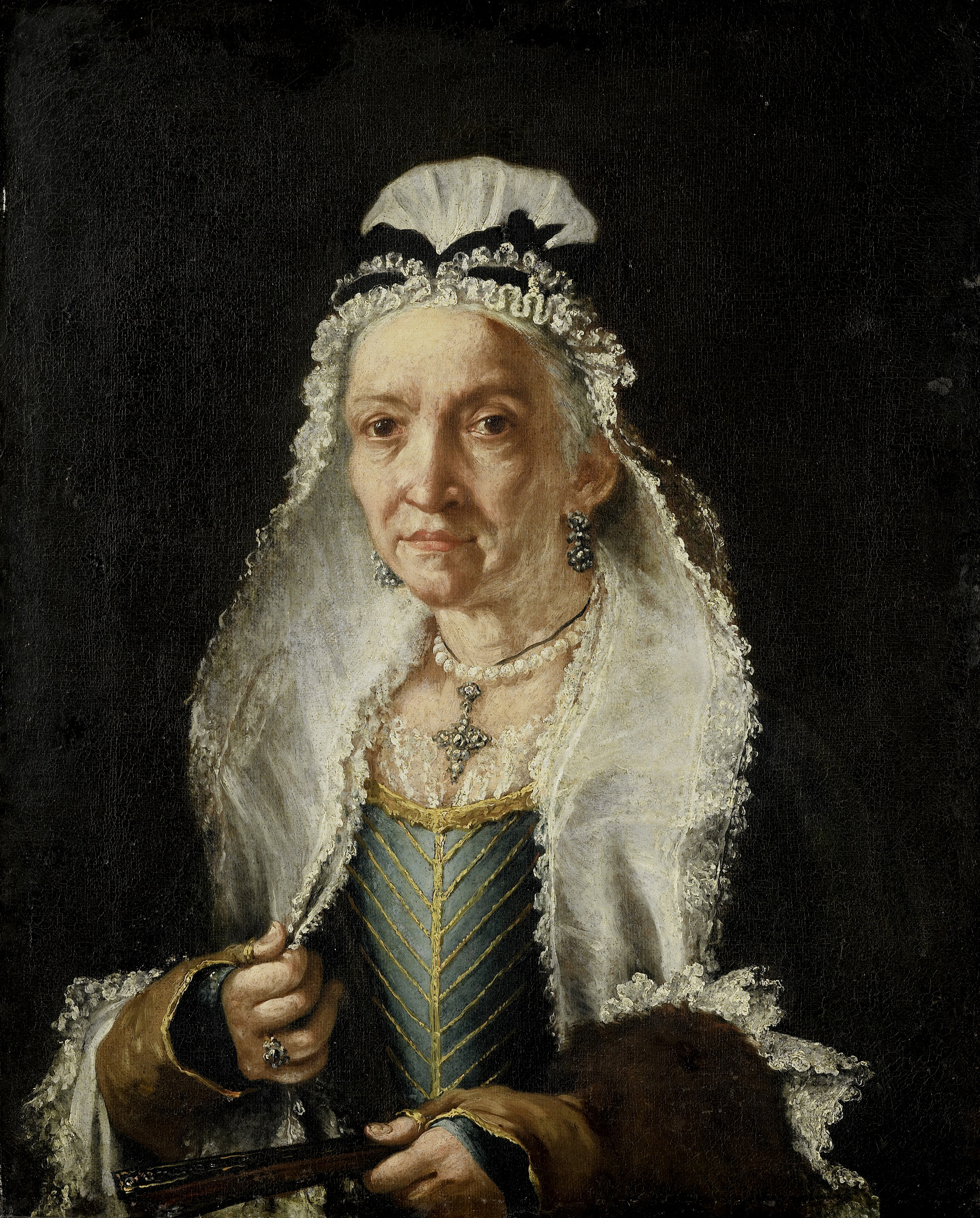
В. Гісланді. «Шляхетна пані похилого віку», Амстердам.

Головні твори майстра-портрети. Серед них :
- « Портрет хлопчика» (в фантазійному вбранні)
- «Польський панич з сивим слугою», стара назва
- «Портрет батька, Доменіко Гісланді»
- «Переможець змагання поетів»
- «Маркіз Джироламо Секко Суардо»
- «Автопортрет»
- «Елізабета П'явіні Джидотті»
- «Маркіз Бартоломео Секко Суардо»
- «Адвокат Джакомо Беттамі де Базіні»
- «Князь Фламініо Тассі»
- «Художник Франческо Полаццо»
- «Франческо Марія Брунтіно»
- «Лікар Бернарді»
- «Джан Баттіста Пекорарі дельї Амбрівері»
- «Ізабелла Камоцци ді Герарді»
- «Бертрама Діана де Вальсеччі»
- «Молодик із родини Пінарді»
- «Невідомий пан в далматинському костюмі»

|                                              |                                       |                                          |
| «Хлопчик в фантазійному вбранні» В. Гісланді | «Портрет невідомого пана» В. Гісланді | «Граф Галеоццо Секко Суардо» В. Гісланді |

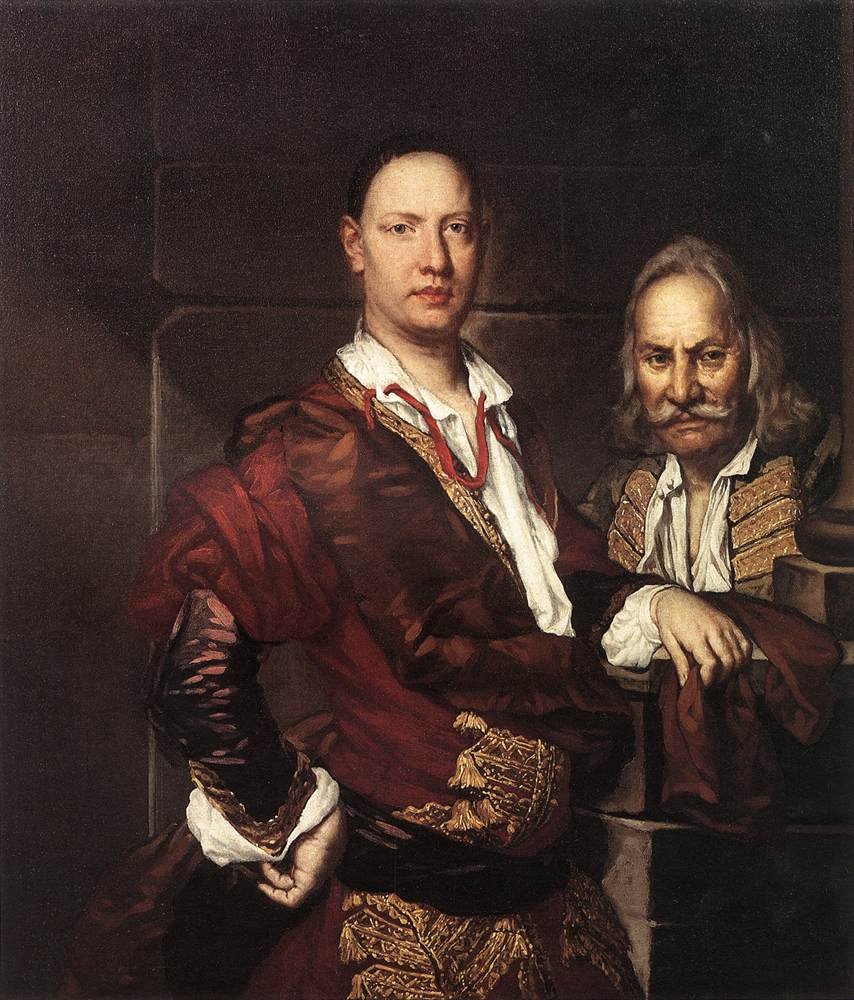
Фра Гальгаріо, Польський панич з сивим слугою